# Bikō-Linie
| Streckenlänge: | 21,2 km           |                                         |                                   |
| Spurweite: | 1067 mm (Kapspur) |                                         |                                   |
| Minimaler Radius: | 300 m             |                                         |                                   |
| |                   |                                         |                                   |
| \| \| \| ↔ Sōya-Hauptlinie \| 1911– \| \| \| 0,0 \| Bifuka (美深) \| 1911– \| \| \| 4,3 \| Higashi-Bifuka (東美深) 1964–1985 \| Higashi-Bifuka (東美深) 1964–1985 \| \| \| 6,3 \| Penke (辺渓) \| 1964–1985 \| \| \| 21,2 \| Niupu (仁宇布) \| 1964–1985 \| \| \| \| unvollendete Strecke nach Kitami-Esashi \| \| |                   |                                         |                                   |
| |                   | ↔ Sōya-Hauptlinie                       | 1911–                             |
| Abzweig quer und ehemals von links · Bahnhof quer | 0,0               | Bifuka (美深)                           | 1911–                             |
| Haltepunkt / Haltestelle (Strecke außer Betrieb) | 4,3               | Higashi-Bifuka (東美深) 1964–1985       | Higashi-Bifuka (東美深) 1964–1985 |
| Haltepunkt / Haltestelle (Strecke außer Betrieb) | 6,3               | Penke (辺渓)                            | 1964–1985                         |
| Kopfbahnhof Streckenende (Strecke außer Betrieb) | 21,2              | Niupu (仁宇布)                          | 1964–1985                         |
| |                   | unvollendete Strecke nach Kitami-Esashi |                                   |

Die Bikō-Linie (jap. 美幸線, Bikō-sen) war eine Eisenbahnstrecke im Norden der japanischen Insel Hokkaidō. Sie war lediglich von 1964 bis 1985 in Betrieb, doch gehen die Planungen bis auf die 1920er Jahre zurück und sahen eine weitaus längere Strecke vor.

## Beschreibung
Bei der Bikō-Linie handelte es sich um eine 21,2 km lange Stichstrecke in der Unterpräfektur Kamikawa, die im Bahnhof Bifuka von der Sōya-Hauptlinie abzweigte. Sie führte in östlicher Richtung durch das dünn besiedelte Gebirgstal entlang dem Fluss Niupu-gawa bis zum Bahnhof Niuppu. Die Strecke war kapspurig, eingleisig und nicht elektrifiziert. Insgesamt wurden vier Bahnhöfe und Bedarfshaltestellen bedient.
Die Strecke wurde 1985 stillgelegt. Seit 1998 unterhält der gemeinnützige Verein Torokko Ōkoku Bifuka (トロッコ王国美深) einen fünf Kilometer langen Abschnitt in der Nähe der Endstation Niupu und bietet darauf Fahrten mit Eisenbahn-Draisinen an (jeden Samstag von Mitte April bis Mitte Oktober).

## Geschichte
Der Anhang des 1922 vom Parlament beschlossenen Eisenbahnbaugesetzes enthielt das Projekt einer konventionellen Eisenbahnstrecke zwischen Bifuka und Kitami-Esashi an der Küste des Ochotskischen Meeres, doch das zuständige Eisenbahnministerium betrachtete die Verwirklichung anderer Strecken als dringlicher. Ein Jahrzehnt später baute eine lokale Genossenschaft die von Pferden gezogene Bifuka-Kleinbahn. Sie hatte eine Spurweite von 762 mm, führte von Bifuka nach Niupu und diente überwiegend dem Holztransport. 1942 übernahm die staatliche Forstbehörde den Betrieb; zwei Jahre später setzte sie je eine Dampf- und Diesellokomotive ein. 1956 stellte die Forstbehörde den Güterverkehr ein und übertrug die Bahn 1957 an die Stadt Bifuka. Am 4. März 1963 wurde die Bifuka-Kleinbahn stillgelegt.
Grund für die Stilllegung war der im April 1957 erfolgte Baubeginn der Bikō-Linie, deren Trasse zum Teil mit jener der Kleinbahn identisch war oder parallel zu dieser verlief. Die Vermessungsarbeiten dazu waren 1935 unterbrochen und im Februar 1956 als Ergebnis einer Petition wieder aufgenommen worden. Am 5. Oktober 1964 nahm die Japanische Staatsbahn die Strecke Bifuka–Niupu in Betrieb. 1965 erteilte das Verkehrsministerium die Genehmigung, die Strecke in nördlicher Richtung um weitere 57,6 km nach Kitami-Esashi zu verlängern. Zu diesem Zweck sollte teilweise die Trasse der Utanobori-Kleinbahn genutzt werden (in Betrieb von 1929 bis 1970). Obwohl ein Gutachterausschuss bereits 1967 empfahl, die Bikō-Linie wegen ungenügender Rentabilität stillzulegen, schritten die Bauarbeiten langsam voran. 1973 erfolgte der Durchstich des 1353 m langen Amanogawa-Tunnels.
1977 hätte die Bahnstrecke auf ihrer gesamten Länge eröffnet werden sollen. Der Unterbau war weitgehend komplett, Schwellen und Schienen wurden entlang der Trasse gestapelt und hätten nur noch verlegt werden müssen. Dazu kam es aufgrund des stark angewachsenen Schuldenbergs der Staatsbahn jedoch nicht mehr. Tatsächlich gehörte der bereits bestehende Teil der Bikō-Linie zu den unrentabelsten Strecken Japans überhaupt: Im Fiskaljahr 1974 kamen auf 100 Yen Einnahmen 3859 Yen Betriebskosten. Die Staatsbahn stellte am 1. Februar 1984 den spärlich gewordenen Güterverkehr ein, am 17. September 1985 legte sie die Strecke still. Den Personenverkehr übernahm eine Buslinie der Gesellschaft Meishi Bus.
Der Amanogawa-Tunnel wurde verbreitert und 1995 für den Straßenverkehr freigegeben.

## Liste der Bahnhöfe
| Name                    | km   | Anschlusslinien | Lage   | Ort    |
| ----------------------- | ---- | --------------- | ------ | ------ |
| Bifuka (美深)           | 00,0 | Sōya-Hauptlinie | Koord. | Bifuka |
| Higashi-Bifuka (東美深) | 04,3 |                 | Koord. | Bifuka |
| Penke (辺渓)            | 06,3 |                 | Koord. | Bifuka |
| Niupu (仁宇布)          | 21,2 |                 | Koord. | Bifuka |